# Fulgence Bienvenüe
Pour les articles homonymes, voir Fulgence et Bienvenue.
Fulgence Bienvenüe, né le 27 janvier 1852 à Uzel (Côtes-du-Nord) et mort le 3 août 1936 à Paris, est un ingénieur français qui a notamment conçu le réseau métropolitain de Paris.
Après des études à l'École polytechnique puis l'École nationale des ponts et chaussées, ce fils de notaire d'origine bretonne devient inspecteur général des Ponts et Chaussées en 1875. Amputé de son bras gauche après un accident en 1881, il travaille pour la ville de Paris à partir de 1886 et poursuit les travaux d'aménagements de la capitale lancés sous le baron Haussmann.
En 1895, il présente avec son collègue Edmond Huet un avant-projet de réseau de chemin de fer métropolitain souterrain et électrique pour la capitale. Après l'adoption définitive du projet en 1898, Bienvenüe se consacre entièrement à la construction du métro de Paris, l'œuvre majeure de sa carrière. Pendant plus de trente ans, imaginant des techniques de construction parfois audacieuses, il supervise la construction et l'extension du réseau, ce qui lui vaudra le surnom de « père du métro ».
En 1932, âgé de 80 ans, Bienvenüe fait valoir ses droits à la retraite, laissant derrière lui un réseau de douze lignes et près de 130 km, dont près de 115 km construits sous sa direction. Il meurt à Paris le 3 août 1936, à l'âge de 84 ans. Sa sépulture se trouve au cimetière du Père-Lachaise.
La station de métro Montparnasse - Bienvenüe est nommée en son honneur depuis le 30 juin 1933, date à laquelle la station Avenue du Maine de la ligne 5 — qui effectuait alors le trajet Étoile – Gare du Nord — est renommée Bienvenüe en même temps que la place du Maine prend le nom de place Bienvenüe.

## Origines et études

### Origines
Fulgence Marie Auguste Bienvenüe naît le 27 janvier 1852 dans la ville d'Uzel dans le département des Côtes-du-Nord (actuelles Côtes-d'Armor). Il est le treizième et dernier enfant d'une famille bretonne très pieuse. Son prénom, dont le pendant latin Fulgentius signifie « brillant comme l'éclair », rend hommage à Fulgence, évêque africain des Ve et VIe siècles.
Son père, notaire respecté à Uzel, est doté d'une grande culture et consacre son temps libre à l'histoire et l'archéologie, se passionnant en particulier pour les monuments antiques de la région. Il transmet son goût pour les auteurs grecs et latins à son dernier fils et a sans doute une influence importante sur ses brillantes études.
Le grand-père de Fulgence, Louis-René-François Bienvenue, magistrat, juriste, écrivain et polémiste, est l'auteur d'une œuvre considérable. Il fut député à la Chambre des représentants en 1815. Son cousin Édouard Bienvenüe (1901-1980) fut notaire à Mayenne de 1934 à 1965 et conseiller municipal de cette ville de 1940 à 1958.
Sa famille est alliée au maréchal Foch, ce dernier ayant épousé le 5 novembre 1883 Julie Bienvenüe, petite cousine de Fulgence, en l'église Saint-Michel de Saint-Brieuc. La famille est également liée aux Mazurié de Keroualin de Segré.

### Études
Après avoir été éduqué au foyer familial, Fulgence Bienvenüe entre à l’âge de dix ans au collège catholique des Eudistes de Valognes où enseigne son frère Émile, rentré dans les ordres. Suivant ensuite une formation littéraire au lycée Saint-Martin de Rennes, il obtient à l'âge de quinze ans un baccalauréat en philosophie. L’influence de Pascal et de Descartes devait le marquer durablement.
Souhaitant poursuivre ses études en vue de devenir ingénieur, il entre au lycée Sainte-Geneviève tenu par les jésuites, rue Lhomond à Paris, où il prépare le baccalauréat scientifique, puis le concours d’entrée de l’École polytechnique. Il perd sa mère en 1868. Après un échec à ce concours en 1869, il est reçu au 55e rang sur 151 en 1870.
Perturbée par la guerre franco-prussienne, la rentrée s'effectue à Bordeaux en janvier 1871. Revenue à Paris le 11 mars, la promotion est confrontée le 18 mars à la révolte des fédérés qui marque le début de la Commune de Paris. Le général Riffault, qui commande l’École, décide de renvoyer les élèves chez eux. Seule une trentaine sont mis à la disposition de Thiers, notamment pour la diffusion de messages. Parmi eux se trouve Bienvenüe, qui est pris à partie le 24 mai 1871 par des fédérés et placé dans un groupe d’otages. Il est sauvé de l'exécution in extremis grâce à une intervention de Georges Clemenceau.
De retour à Polytechnique, Bienvenüe devient l’ami de Ferdinand Foch qui épousera par la suite l'une de ses petites cousines, et de Joseph Joffre, tous deux futurs commandants en chef de l'armée française pendant la Première Guerre mondiale. Classé neuvième à la sortie de l’École, il est admis 5e sur 18 au Corps des Ponts le 1er novembre 1872 et entre à l'École nationale des ponts et chaussées. Il a l’occasion de donner des cours de mathématiques à Charles de Foucauld, avant d’être nommé Ingénieur ordinaire des Ponts et Chaussées de 3e classe le 26 octobre 1875. Cette même année voit le décès de son père.

## Parcours

### Inspecteur général des ponts et chaussées
Il souhaite retourner en Bretagne, mais comme celle-ci est inaccessible aux débutants, il est affecté à l’arrondissement du centre du service ordinaire des Ponts et Chaussées du département de l’Orne à Alençon. Chargé de l’exploitation de 197 kilomètres de routes nationales et d’un système hydraulique de 1 400 kilomètres, ainsi que de l’administration de la pêche et des prévisions météorologiques, il s’attache à améliorer la desserte du territoire par les lignes de chemin de fer. Il s’attelle tout d’abord à la construction du chemin de fer de Fougères à Vire, dont le passage à Mortain est particulièrement difficile à réaliser. Pour son succès, ainsi que la réalisation de la ligne entre Alençon et Domfront, il est proposé pour la Légion d'honneur dès 1879.
Il travaille ensuite sur le tracé de la ligne de Pré-en-Pail à Mayenne, rendu délicat par les contreforts tourmentés qui bordent la région. Trois inventions aident à atteindre l’objectif de desservir tous les villages : la dynamite, le détonateur et le perforateur à percussion.
Le 25 février 1881, alors qu’il s’assure de la sécurité des ouvriers lors d'une « visite d'expropriation » assez mouvementée, un démarrage intempestif le projette sur la voie. Il est amputé de son bras gauche. Faisant preuve d’un grand stoïcisme, il disait lui-même en plaisantant avoir été « exproprié de son bras ». Le 2 mars 1881, il est fait chevalier de la Légion d'honneur.
La ligne ouest est établie en mai de la même année et la transversale en octobre[pas clair].

### Débuts à Paris
Pris d’amour pour la capitale, il se rapproche de Paris. Affecté en février 1884 au 1er arrondissement de la 1re section du contrôle de l’exploitation des chemins de fer de l’Est (900 kilomètres de voies), il fait construire la ligne Paris – Strasbourg jusqu’à Épernay, et contrôle également les 247 kilomètres des chemins de fer du Nord. Il préfère agir plutôt que surveiller l’action des autres.
Souhaitant être affecté au service municipal, il devient en février 1886 responsable de la 8e section du service municipal de la voie publique dans les 19e et 20e arrondissements, des quartiers populaires. Il poursuit l’équipement en égouts des différents quartiers, fait percer l’avenue de la République jusqu'à la limite du 20e arrondissement (boulevard de Ménilmontant) et aménage le parc des Buttes-Chaumont.
Il s’intéresse également au problème des transports pour les quartiers en hauteur, comme Belleville, les ouvriers devant y remonter après leurs journées de travail. C’est ainsi qu’il conçoit le tramway funiculaire, pris en charge par le conseil municipal et inauguré en septembre 1890.
En 1891, il est promu ingénieur en chef, en service spécial sous l’autorité de l’inspecteur général Humblot pour résoudre un certain nombre de problèmes d’alimentation en eau potable. Il dirige notamment la construction de l'aqueduc de l'Avre de 1891 à 1893, et réalise l’étude de la dérivation des sources du Loing et du Lunain.

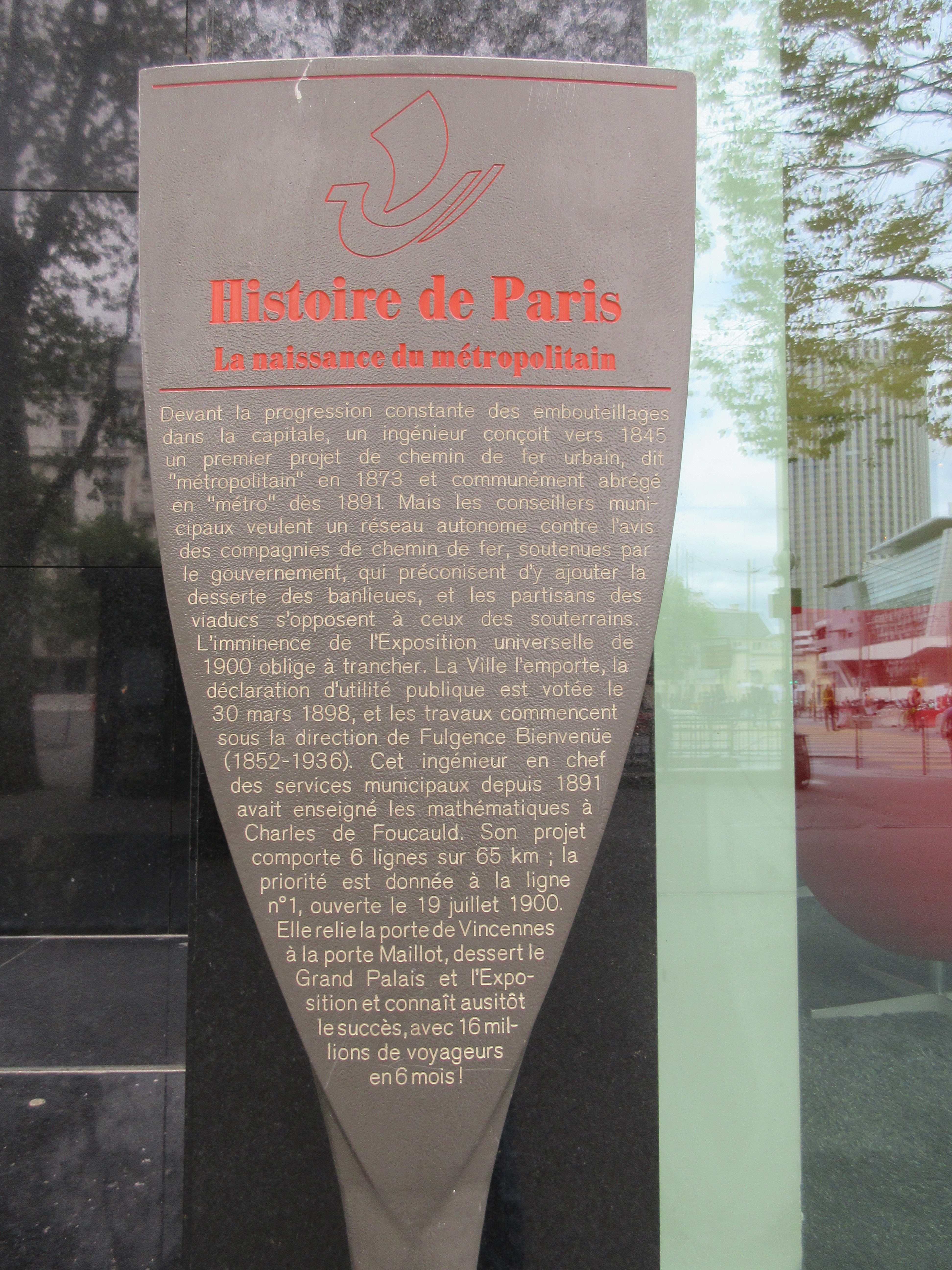
Panneau Histoire de Paris
« Naissance du Métropolitain ».

Après des apports à la dérivation de la Dhuis et de la Vanne, il devient responsable du service de la dérivation, puis ingénieur en chef de 2e classe. En 1894, est publiée la loi qui exige le raccordement de tous les bâtiments aux égouts.

## Le métro de Paris
En 1895, il réalise avec Edmond Huet l’avant-projet d’un réseau de chemin de fer métropolitain souterrain pour la ville de Paris, à voie étroite et à traction électrique, en s'inspirant des études de Jean-Baptiste Berlier.
Le premier projet de métro remontait à 1851, avait été repris en 1871, puis rediscuté en 1877 et 1883. Le conseil municipal, qui souhaite un service local adapté aux attentes de la population de la ville, se heurte jusqu’en 1894 à l’opposition des grandes compagnies de chemin de fer soutenues par l’État, qui souhaitent le simple prolongement de leurs lignes. Cependant, l’exposition universelle de 1900 nécessite la concrétisation rapide de ce projet.
Fin 1895, une dépêche ministérielle reconnaît enfin à la ville de Paris le droit de réaliser une desserte orientée par les intérêts urbains. Bienvenüe présente un projet définitif que le conseil municipal adopte le 9 juillet 1897, et le 30 mars 1898 une loi déclare d’utilité publique l’établissement dans Paris du Chemin de Fer Métropolitain.
La Compagnie du chemin de fer métropolitain de Paris, créée en 1898 sur la base de l'expérience acquise avec la Compagnie générale de traction fondée en 1891, toutes deux fondées par Édouard Louis Joseph Empain, sera le concessionnaire pour la construction du métro.
Les travaux sont lancés le 4 octobre 1898 afin qu'une première ligne soit prête avant l'exposition universelle de 1900. En 1899, Bienvenüe est déchargé de ses autres fonctions pour se consacrer exclusivement à cette tâche. Cette première ligne (Porte de Vincennes - Porte Maillot) est inaugurée le 19 juillet 1900 par M. Bienvenüe. La même année, il est nommé officier de la Légion d'honneur.
En cinq ans, les 42 kilomètres des lignes 2 et 3 sont établis. Adopté en 1903, le tracé de la ligne 4 nécessite la traversée sous-fluviale de la Seine, ce qui représente un important défi technique, même si le passage sous la Tamise avait été couronné de succès à Londres. Commencés en 1904, les travaux sont rendus possibles par la méthode inédite de Résal mise en œuvre par Chagnaud, dite de fonçage, qui consiste en un forage vertical de caissons préfabriqués en béton armé, formant les tronçons du futur souterrain, ainsi que par une méthode de construction d’un souterrain en zone inondable par congélation du sol. La mise en œuvre de la ligne intervient finalement le 9 janvier 1910.
Le 28 avril 1909, Bienvenüe épouse Jeanne Loret. Cette même année, le grand prix Berger de l’Académie des sciences lui est décerné. À partir de 1911 et pendant une durée de dix ans, Bienvenüe assume, en plus de ses autres fonctions, celle de directeur du Service de la Voie publique, de l’Éclairage et du Nettoiement.
Bien qu’ayant soixante-deux ans lorsque la Première Guerre mondiale éclate, il obtient sa mobilisation le 3 août 1914, en tant que colonel du Génie, pour participer à la mise en état de défense du camp retranché de Paris. Une fois la menace allemande éloignée, le préfet de la Seine négocie le maintien des chantiers du métropolitain, toujours sous la direction de Bienvenüe, démobilisé le 26 août 1914, qui assume également celle du service du port de Paris à partir de 1917. S’ensuivent la création du port de Gennevilliers, l’aménagement du canal Saint-Denis et l’élargissement du canal de l'Ourcq.
En 1924, la ville de Paris lui décerne sa Grande Médaille d’or. Le décret du 26 janvier 1929 l'élève à la dignité de Grand-Croix de la Légion d'honneur. Il choisit, comme le veut l'usage, un parrain pour être promu et c'est le maréchal Foch, lequel meurt quelques semaines plus tard,. Cette distinction lui est décernée en récompense des services rendus auprès de la ville de Paris.
Bienvenüe demeure le conseiller de celle-ci jusqu’à sa retraite, le 6 décembre 1932, à l'âge de 80 ans.
En 1933, la Grande médaille d'or de la Société d'encouragement au progrès lui est décernée. Cette même année, le Conseil municipal de Paris décide, à l'occasion de la construction de l'ancienne ligne 14, de renommer la station Maine en Bienvenüe afin de rendre hommage au constructeur du métro. La place du Maine est renommée par la même occasion.
Deux jours après Louis Blériot, Fulgence Bienvenüe meurt dans la capitale le 3 août 1936, à l'âge de 84 ans. Il est inhumé le 7 août au cimetière du Père-Lachaise (division 82). On peut apercevoir parfois un ticket de métro déposé sur sa tombe par un visiteur.

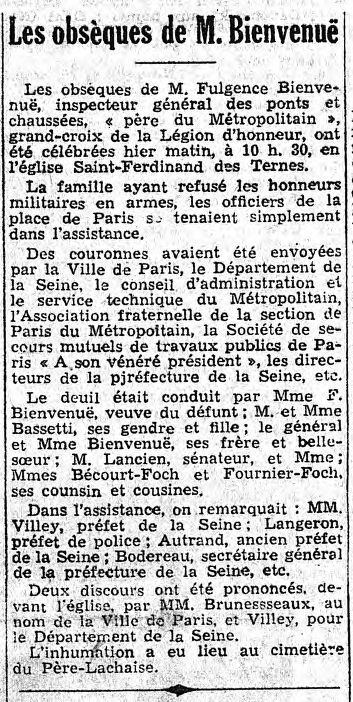
L'Écho de Paris,
8 août 1936.

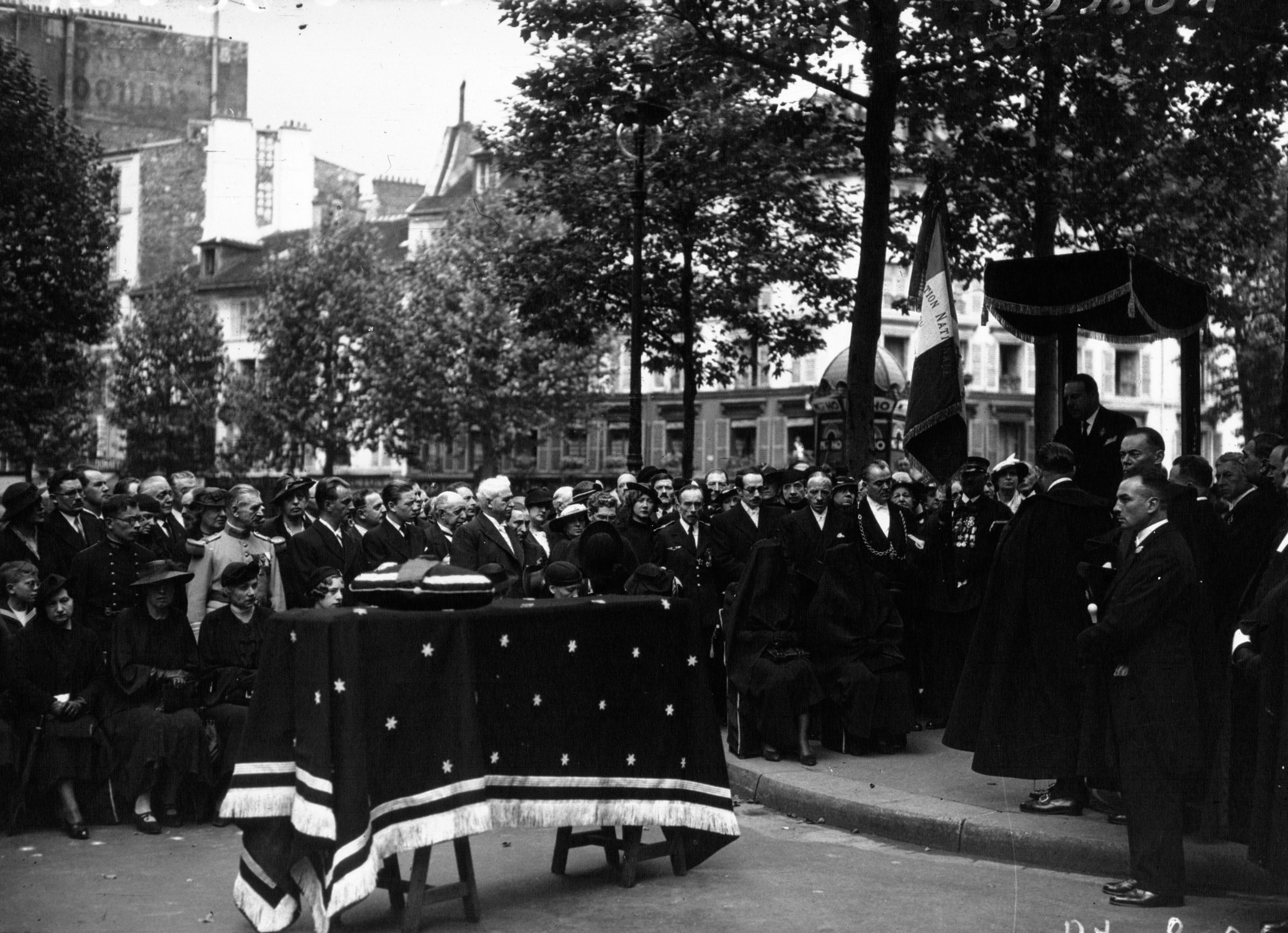
Les obsèques de Fulgence Bienvenüe le 7 août 1936.

## Personnalité et pensée

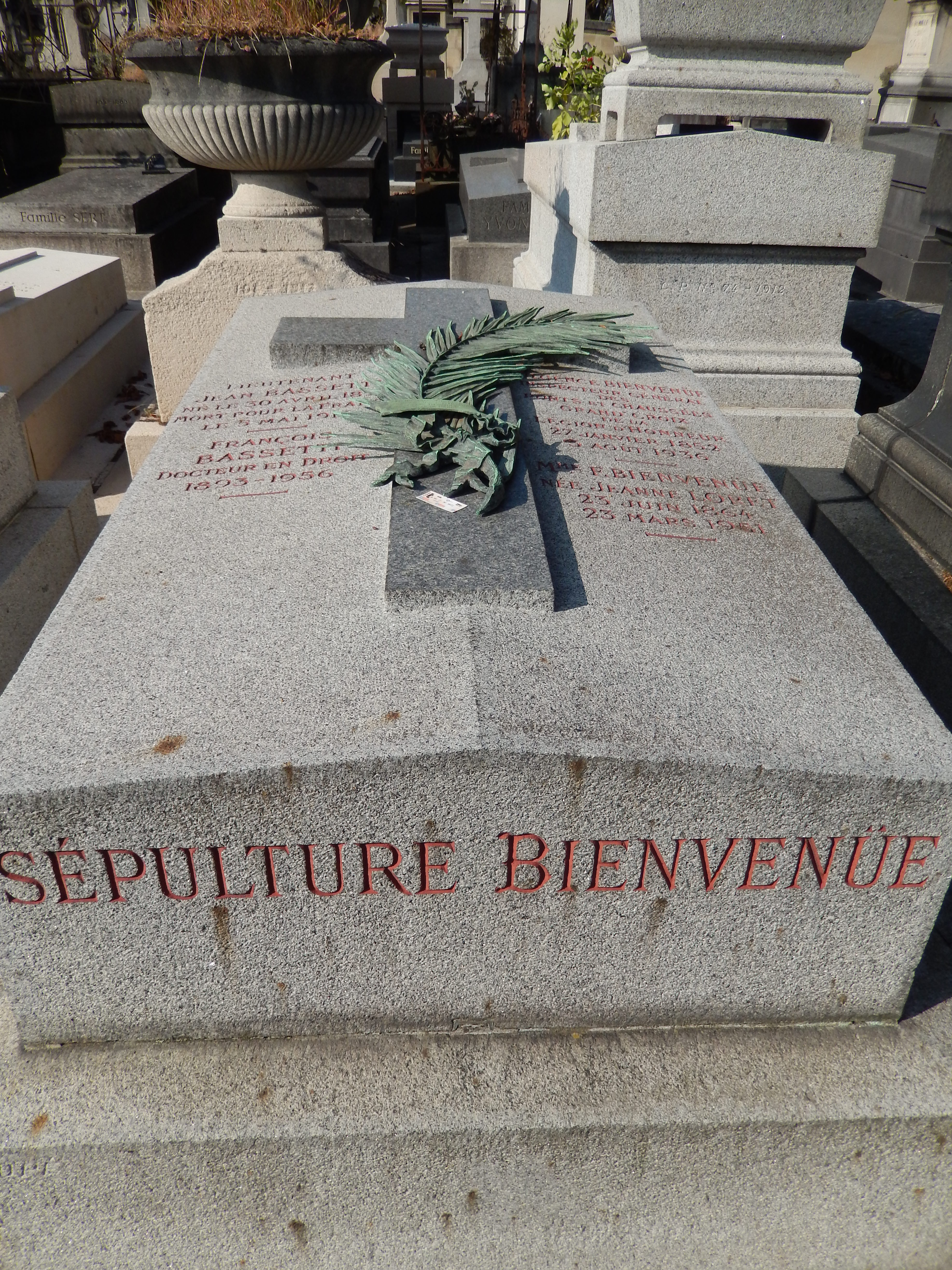
Tombe de Fulgence Bienvenüe au cimetière du Père-Lachaise division 82).

Fulgence Bienvenüe était un homme cultivé et agréable, particulièrement apprécié de ses collègues et collaborateurs. Sachant reconnaître le talent des membres de son équipe et l'encourager, il était également doté d'un grand sens de l'humour, plaisantant même sur la perte de son bras. Son départ à la retraite sera regretté de tous. À propos du métro de Paris, il déclare : « L’artiste imprime à son œuvre un sceau de personnalité alors que l’ingénieur est amené à se considérer comme l’artisan d’une œuvre impersonnelle. Car si, dans l’ordre technique, toute œuvre précise et concrète est bien le fruit de la méditation individuelle, la forme qu’elle revêt résulte de la synthèse d’un grand nombre d’efforts différents. »

## Distinctions
- Grand-croix de la Légion d'honneur (décret du 26 janvier 1929)
- Grande médaille d'or de la Société d'encouragement au progrès (1933)
- Grande Médaille d’or de la ville de Paris (1934)

## Objets commémoratifs
- En janvier 1987, un timbre a été édité en sa mémoire[13].
- Une médaille a été éditée en souvenir de l’ouverture au public de la première ligne de métro de Paris sur laquelle figure un portrait de Fulgence Bienvenüe[14].
- Le 30 juin 1933, la station Maine, de l'actuelle ligne 6, puis à partir de 1937 de l'actuelle ligne 13 est renommée Bienvenüe en son honneur. Déjà reliée par un couloir à la station Montparnasse afin d'assurer la correspondance avec les lignes 4 et 12, Bienvenüe fusionne finalement avec celle-ci en 1942 pour devenir Montparnasse - Bienvenüe.
- Un lycée porte son nom à Loudéac, dans le département des Côtes-d'Armor en région Bretagne : le lycée Fulgence-Bienvenüe.
- Une école porte également son nom dans sa ville de naissance, Uzel (Côtes-d’Armor, Bretagne) L’école publique Fulgence-Bienvenüe.
- Un médaillon a été réalisé et posé à la gare de Saint-Brieuc sur le quai A[15].